# Acuerdos Artemisa
Los Acuerdos Artemisa son acuerdos políticos jurídicamente no vinculantes, que bajo la legislación española entrarían dentro de la categoría de acuerdo internacional no normativo, basados en el Tratado sobre el espacio ultraterrestre de 1967 pactado entre los gobiernos de las naciones que deseen participar en el Programa Artemis, con el objetivo de establecer los principios de cooperación para futuras misiones de exploración y explotación civil con fines pacíficos en la Luna, en Marte y en cualquier cometa o asteroide del sistema solar.
Redactados por la NASA y el Departamento de Estado de los Estados Unidos, los Acuerdos establecen un marco para la cooperación en la exploración civil y el uso pacífico de la Luna, Marte y otros objetos astronómicos. Están explícitamente basados en el Tratado del Espacio Ultraterrestre de 1967 de las Naciones Unidas, cuyos signatarios están obligados a respetar, y que forma parte de los principales convenios negociados por las Naciones Unidas que constituyen el derecho espacial.
La firma de los Acuerdos tuvo lugar el 13 de octubre de 2020 por los directores de cada una de las ocho agencias espaciales nacionales originalmente participantes, estos países fueron: Australia, Canadá, Italia, Japón, Luxemburgo, Emiratos Árabes Unidos, Reino Unido y Estados Unidos. Posteriormente se unirían más signatarios como: Ucrania, Corea del Sur, Nueva Zelanda, Brasil, Polonia, México, Israel, Rumanía, Baréin, Singapur, Colombia, Francia, Arabia Saudita, Ruanda y Nigeria. Los Acuerdos permanecen abiertos a la firma indefinidamente, ya que la NASA anticipa que otras naciones se unirán. Los firmantes adicionales de los Acuerdos pueden no estar directamente involucrados en el Programa Artemisa, pero aun así se han comprometido a defender los principios establecidos en los Acuerdos.

## Historia
El 5 de mayo de 2020, Reuters publicaba que la Administración Trump estaba preparando, a partir de los objetivos pacíficos establecidos en el Tratado sobre el espacio ultraterrestre de 1967, un nuevo acuerdo internacional con el objetivo de regular la actividad minera en la Luna. Diez días después, el administrador de la NASA, Jim Bridenstine, anunció oficialmente que los Acuerdos Artemisa estarían formados por una serie de pactos multilaterales firmados por el Gobierno de cada Estado nación participante en el programa Artemisa.
Los Acuerdos se originaron a partir del Programa Artemisa, que lleva el mismo nombre, una iniciativa propuesta en 2017 por Estados Unidos para enviar a la primera mujer y al próximo hombre a la Luna para 2024. Bridenstine declaró que los acuerdos tenían la intención de crear un conjunto uniforme de pautas para que los países evitaran posibles conflictos o malentendidos en futuros esfuerzos espaciales. Los gobiernos que firman los Acuerdos pueden participar formalmente en el Programa Artemisa.
Los Acuerdos fueron redactados por la NASA en colaboración con el Departamento de Estado y el recientemente restablecido Consejo Nacional del Espacio. Se envió un borrador a varios gobiernos para su consulta antes de que se anunciara el documento final en mayo de 2020.
El 13 de octubre de 2020, en una ceremonia grabada y transmitida telemáticamente en directo, los directores de las agencias espaciales nacionales de Estados Unidos, Australia, Canadá, Japón, Luxemburgo, Italia, el Reino Unido y los Emiratos Árabes Unidos firmaron los Acuerdos. El director de la agencia espacial nacional de Ucrania firmó los Acuerdos exactamente un mes después.
El 24 de mayo de 2021, Corea del Sur se convirtió en el décimo país en firmar los Acuerdos y Nueva Zelanda se unió una semana después. Un mes después en junio, Brasil se convirtió en el primer país de América Latina en unirse a los Acuerdos Artemisa, después de indicar previamente su intención de firmar los Acuerdos en 2020.
Según una hoja informativa publicada por la Casa Blanca en 2021, la India está considerando una posible cooperación con Estados Unidos en los Acuerdos Artemisa y en el programa Artemisa.
Polonia firmó los acuerdos en 2021 en el Congreso Astronáutico Internacional de Dubái. En reuniones del 10 de noviembre de 2021 con la vicepresidenta Kamala Harris, el presidente francés Emmanuel Macron expresó su intención de que Francia se uniera a los acuerdos.
El 9 de diciembre de 2021, México se añadió a los acuerdos.
El 16 de enero de 2022, el gobierno de Israel anunció su aprobación para que Israel se uniera a los acuerdos. Israel firmó los acuerdos el 26 de enero de 2022.
El 1 de marzo de 2022, Rumanía firmó los acuerdos.
El 2 de marzo de 2022, Baréin firmó los acuerdos.
El 28 de marzo de 2022, Singapur firmó los acuerdos.
El 10 de mayo de 2022, Colombia firmó los acuerdos.
El 7 de junio de 2022, Francia firmó los acuerdos durante una ceremonia en la embajada francesa en Estados Unidos.
El 14 de julio de 2022, Arabia Saudita firmó los acuerdos.
El 13 de diciembre de 2022, Ruanda y Nigeria se convirtieron en las primeras naciones africanas en unirse a los Acuerdos, en la Cumbre de Líderes de Estados Unidos y África.
El 3 de mayo de 2023, República Checa se convirtió en el séptimo miembro de la ESA en firmar los Acuerdos, en la sede de NASA.
El 30 de mayo de 2023, España firmó oficialmente los Acuerdos en el Palacio de la Moncloa de Madrid.
El 21 de junio de 2023, Ecuador firmó los Acuerdos y se convirtió en el vigesimosexto (26°) país en unirse, en una ceremonia realizada en la embajada ecuatoriana en Washington.
El 21 de junio de 2023, India se unió formalmente a los Acuerdos tras reunirse con el administrador de NASA, Bill Nelson, además, de acordar una misión conjunta en la Estación Espacial Internacional.
El 27 de julio de 2023, el ministro de Ciencia, Tecnología e Innovación, Daniel Filmus firmó en nombre de Argentina, en la Casa Rosada, los Acuerdos, convirtiéndose en el vigésimo octavo (28°) país en unirse.
El 14 de septiembre de 2023, el director del Centro Aeroespacial Alemán, Walther Pelzer, firmó en nombre de Alemania.
El 10 de octubre de 2023, Islandia firmó los acuerdos, mientras que Países Bajos lo hizo el 1 de noviembre de 2023.
El 9 de noviembre de 2023, Bulgaria firmó los acuerdos.
El 30 de noviembre de 2023, por su parte, Angola se añadió a los acuerdos.
Bélgica, en tanto, firmó los acuerdos el 23 de enero de 2024.
El 9 de febrero de 2024 se añadió Grecia a los acuerdos  y el 15 de febrero, Uruguay también los firmó.
En abril de 2024, firmaron Suiza (15 de abril), Suecia (16 de abril) y Eslovenia (19 de abril), respectivamente.
En mayo de 2024, firmaron Lituania, Perú y Eslovaquia, respectivamente.
Armenia firmó los acuerdos el 12 de junio de 2024.
En octubre de 2024, República Dominicana, Estonia, Chipre y Chile se adscribieron a los acuerdos.
Dinamarca firmó los acuerdos el 13 de noviembre de 2024.
Panamá y Austria se unieron a los Acuerdos el 11 de diciembre de 2024.
Tailandia también se suma el 16 de diciembre y Liechtenstein, por su parte, el 20 de diciembre de 2024.
Finlandia se adscribió el 21 de enero de 2025 y Bangladés, se unió el 8 de abril de 2025.
El 15 de mayo de 2025, Noruega firmó los acuerdos.
Senegal se unió a los Acuerdo el 24 de julio de 2025. 

## Países firmantes
Desde la ceremonia de firma de los directores de las agencias espaciales nacionales de Estados Unidos, Australia, Canadá, Japón, Luxemburgo, Italia, Reino Unido y Emiratos Árabes Unidos se acogieron a este acuerdo el 23 de octubre de 2020. A la fecha mayo de 2025 han firmado un total de 55 países.
| País                   | Fecha                    |
| ---------------------- | ------------------------ |
| Estados Unidos         | 13 de octubre de 2020    |
| Australia              | 13 de octubre de 2020    |
| Canadá                 | 13 de octubre de 2020    |
| Japón                  | 13 de octubre de 2020    |
| Luxemburgo             | 13 de octubre de 2020    |
| Italia                 | 13 de octubre de 2020    |
| Reino Unido            | 13 de octubre de 2020    |
| Emiratos Árabes Unidos | 13 de octubre de 2020    |
| Ucrania                | 13 de noviembre de 2020  |
| Corea del Sur          | 24 de mayo de 2021       |
| Nueva Zelanda          | 31 de mayo de 2021       |
| Brasil                 | 15 de junio de 2021      |
| Polonia                | 26 de octubre de 2021    |
| México                 | 9 de diciembre de 2021   |
| Israel                 | 16 de enero de 2022      |
| Rumanía                | 1 de marzo de 2022       |
| Baréin                 | 2 de marzo de 2022       |
| Singapur               | 28 de marzo de 2022      |
| Colombia               | 10 de mayo de 2022       |
| Francia                | 7 de junio de 2022       |
| Arabia Saudita         | 14 de julio de 2022      |
| Ruanda                 | 13 de diciembre de 2022  |
| Nigeria                | 13 de diciembre de 2022  |
| República Checa        | 3 de mayo de 2023        |
| España                 | 30 de mayo de 2023       |
| Ecuador                | 21 de junio de 2023      |
| India                  | 21 de junio de 2023      |
| Argentina              | 27 de julio de 2023      |
| Alemania               | 14 de septiembre de 2023 |
| Islandia               | 10 de octubre de 2023    |
| Países Bajos           | 1 de noviembre de 2023   |
| Bulgaria               | 9 de noviembre de 2023   |
| Angola                 | 30 de noviembre de 2023  |
| Bélgica                | 23 de enero de 2024      |
| Grecia                 | 9 de febrero de 2024     |
| Uruguay                | 15 de febrero de 2024    |
| Suiza                  | 15 de abril de 2024      |
| Suecia                 | 16 de abril de 2024      |
| Eslovenia              | 19 de abril de 2024      |
| Lituania               | 15 de mayo de 2024       |
| Perú                   | 30 de mayo de 2024       |
| Eslovaquia             | 30 de mayo de 2024       |
| Armenia                | 12 de junio de 2024      |
| República Dominicana   | 4 de octubre de 2024     |
| Estonia                | 13 de octubre de 2024    |
| Chipre                 | 23 de octubre de 2024    |
| Chile                  | 25 de octubre de 2024    |
| Dinamarca              | 13 de noviembre de 2024  |
| Panamá                 | 11 de diciembre de 2024  |
| Austria                | 11 de diciembre de 2024  |
| Tailandia              | 16 de diciembre de 2024  |
| Liechtenstein          | 20 de diciembre de 2024  |
| Finlandia              | 21 de enero de 2025      |
| Bangladés              | 8 de abril de 2025       |
| Noruega                | 15 de mayo de 2025       |
| Senegal                | 24 de julio de 2025      |

## Acuerdos
El objetivo declarado de los Acuerdos Artemisa es "prever el cumplimiento operacional de las importantes obligaciones contenidas en el Tratado sobre el espacio ultraterrestre y otros instrumentos similares". Su entrada en vigor se establece mediante una serie de acuerdos multilaterales entre las partes signatarias.
Las provisiones establecidas en los Acuerdos son las siguientes:
- Aseverar que las actividades de cooperación en virtud de estos Acuerdos deberán ser ejercidas exclusivamente con fines pacíficos y de conformidad con el derecho internacional pertinente.
- Establecer un compromiso con la transparencia y el intercambio de información científica, de conformidad con el artículo XI del Tratado sobre el espacio ultraterrestre.
- Establecer el compromiso para llevar a cabo los esfuerzos razonables necesarios para utilizar los estándares de interoperabilidad actuales para infraestructuras espaciales ultraterrestres, trazando nuevos estándares cuando éstos no existan o sean inadecuados.
- Establecer un compromiso para maximizar los esfuerzos durante la prestación de asistencia justificada a personal en peligro desplegado en el espacio ultraterrestre, en virtud de las obligaciones con el Acuerdo de Rescate y Retorno de 1968.
- Especificar responsabilidades para el registro de objetos en el espacio ultraterrestre, de conformidad con el Convenio sobre el registro de objetos lanzados al espacio ultraterrestre de 1974.
- Establecer el compromiso de compartir públicamente cualquier tipo de información relevante sobre sus actividades, así como el libre intercambio de datos científicos. Al hacer esto, los signatarios acuerdan coordinarse entre sí para brindar la protección adecuada sobre cualquier tipo de información propietaria y/o de exportación controlada, no pudiéndose extender esta disposición a operaciones del sector privado salvo si éstas son llevadas a cabo en nombre de uno de los signatarios
- Incluir un acuerdo para preservar el patrimonio del espacio ultraterrestre, entendiéndose por los signatarios que éste patrimonio comprende todo lugar de aterrizaje histórico tripulado o robotizado, artefactos culturales, naves espaciales o cualquier otra evidencia de actividad, y contribuir con los esfuerzos multinacionales necesarios para el desarrollo de prácticas y reglas para lograrlo.
- Incluir un acuerdo para garantizar que la extracción y la utilización de recursos espaciales sea llevada a cabo de conformidad con el Tratado sobre el espacio ultraterrestre y con el apoyo de actividades seguras y sostenibles. Los signatarios afirman que la extracción y la utilización de recursos espaciales no trata de constituir apropiación nacional de ningún tipo, práctica prohibida por el Tratado sobre el espacio ultraterrestre, expresando al mismo tiempo su intención de contribuir a aquellos esfuerzos multilaterales para el desarrollo de sucesivas prácticas y regulaciones internacionales para la consecución de este fin.
- Reafirmar el compromiso de los signatarios con las provisiones reflejadas en el Tratado sobre el espacio ultraterrestre en lo relativo a la debida consideración hacia otras naciones, sin interferencia perjudicial en sus actividades, mientras proveen información relativa a la localización y naturaleza de sus propias actividades espaciales. Los signatarios expresan su intención de contribuir a los esfuerzos multilaterales para el desarrollo sucesivo de prácticas, criterios y reglas para garantizar este compromiso, cuya implementación está prevista en estos Acuerdos a través del anuncio de "zonas seguras", delimitando aquellas operaciones o eventos anómalos que podrían causar una interferencia perjudicial razonablemente justificada. El criterio para determinar el tamaño y alcance de estas "zonas seguras" debería esta fundamentado en la naturaleza del entorno de las operaciones realizadas y razonablemente apoyado por principios científicos e ingenieriles comúnmente aceptados. Cada signatario se compromete a respetar el principio de acceso libre de todos los demás a aquellas áreas de cualquier cuerpo celeste designadas como "zonas seguras", y todas las provisiones establecidas en el Tratado sobre el espacio ultraterrestre
- Incluir un compromiso para mitigar la presencia de basura espacial existente y para limitar la generación de nuevos y nocivos desechos durante el ejercicio de operaciones habituales, fallos de funcionamiento, fases posteriores a la misión y accidentes diversos.

## Críticas
Rusia ha condenado los Acuerdos dArtemisa al considerar que son un intento flagrante de legislar el espacio internacional en beneficio de Estados Unidos. Dos investigadores, a través de la sección "Policy Forum" de la revista Science, han exhortado a otros países a que hagan públicas sus objeciones, opinando que Estados Unidos debería respetar el proceso reflejado en los tratados de Naciones Unidas a la hora de negociar asuntos de minería espacial. Su preocupación es que estos acuerdos bilaterales propuestos por la NASA, en caso de ser aceptados por número significativo de naciones, facilitaría la reinterpretación del Tratado sobre el espacio ultraterrestre, convirtiendo a los Estados Unidos -como nación emisora de licencias para una mayoría de compañías espaciales- en el guardián de facto hacia la Luna y otros cuerpos del sistema solar. Estados Unidos considera la aceptación de los Acuerdos Artemisa un requisito previo para la participación en el programa Artemisa de la NASA.
"El Tratado sobre el Espacio Ultraterreste prohíbe a las naciones reclamar otros cuerpos planetarios, pero las políticas de Estados Unidos permiten que cualquier país o corporación pueda poseer en propiedad los materiales extraídos de otros mundos." Frans von der Dunk, de la Universidad de Nebraska-Lincoln, afirma que los Acuerdos favorecen "la interpretación de Estados Unidos del Tratado sobre el Espacio Ultraterreste". Esta interpretación reconoce "el derecho básico de sus Estados individuales a permitir que el sector privado participe" en actividades comerciales. Una interpretación alternativa más débil es que "la aprobación unilateral de explotación comercial no está en conformidad con el Tratado sobre el Espacio Ultraterreste; sólo un régimen global, susceptible de incluir un sistema de licencias internacionales, podría legitimar este tipo de explotación comercial."
Dmitri Rogozin, el director de la Roscosmos, ha criticado que el programa está demasiado "centrado en los Estados Unidos", en lugar de fundamentarse en los actuales acuerdos de cooperación que gobiernan la Estación Espacial Internacional.